# Djon Ter-Tatevosyan
Djon Ter-Tatevosyan eller John Ter-Tatevosyan (russisk: Джон Гургенович Тер-Татевосян tr. Dsjon Gurgenovitj Ter-Tatevosjan ; (armensk: Ջիվան Գրիգորիի Տեր-Թադևոսյան (Ջոն) tr. Djivan Gowrgeni Ter-T’adewosyan (Djon), født 14. september 1926 i Jerevan i Transkaukasiske Socialistiske Føderative Sovjetrepublik i Sovjetunionen, død 27. juni 1988) var en armensk/sovjetisk komponist, violinist, rektor og lærer.
Ter-Tatevosyan studerede violin og komposition på Musikkonservatoriet i Jerevan hos Edvard Mirzoyan. Han skrev 5 symfonier, sinfonietta, orkesterværker, kammermusik, sange, instrumentalværker, og ikke mindst filmmusik, som han nok er bedst kendt for. Ter-Tatevosyan levede som violinist i Jerevans Symfoniorkester, men blev rektor ved Musikskolen Saradsjev i Jerevan.
Djon Ter-Tatevosyan skrev endvidere filmmusik til en række sovjetiske film. 

## Udvalgte værker
- Symfoni nr. 1 (1957) - for orkester
- Symfoni nr. 2 "En mands skæbne" (1962) - for orkester
- Symfoni nr. 3 (1983) - for orkester
- Symfoni nr. 4 (1984) - for orkester
- Symfoni nr. 5 "Paganini" (1987) - for orkester
- Sinfonietta (1983) - for orkester

Filmmusik
- Devjat dnej odnogo goda (1962)
- Dvoje v stepi  (1964)
- Ja soldat, mama (1966)